# Pihelský vrch
Pihelský vrch stojí na okraji starší části vsi Pihel, směrem na Sloup v Čechách. Na jeho vrcholu (výška 315 m n. m.) kdysi stál Pihelský hrad. Oproti vesnici je vrchol pouze o 45 metrů výš.

## Popis
Kopec ve tvaru nevysokého kužele je z čediče a je již celý zalesněn. Na jihozápadním svahu jsou zbytky opuštěného lomu, známého později i jako naleziště chabazitu.
Vrch se zvedá na okrajovém svahu Cvikovské pahorkatiny k Českolipské kotlině. Vody stékají do Pivovarského rybníka, který patří do Povodí Ploučnice.

## Cestovní ruch
Na vrchol nyní žádná cesta nevede a přístup na něj je velmi strmý a obtížný. Při úpatí z SZ strany je vedena silnice do Sloupu v Čechách využitá i pro cyklotrasy č. 3062 a č. 3053. Na JV straně je pod kopcem Pivovarský rybník.